# سيريتينجا
سيريتينجا بلدية في ولاية ميناس جيرايس في المنطقة الجنوبية الشرقية من البرازيل.